# 郭凡
郭凡（かく ほん、グオ・ファン、1985年12月10日 - ）は中国の男子陸上競技選手。専門は短距離走。
2007年にマカオで開催されたアジア室内競技大会に出場したが、決勝で4位となりメダルは獲得できなかった。2009年の広州市で開催されたアジア陸上競技選手権大会では4×100mリレーで銀メダル、100mでも銅メダルを獲得している。